# Primärharn
Der Primärharn (auch Glomerulumfiltrat oder Vorharn; früher auch als Urharn, Harnwasser oder provisorischer Harn bezeichnet) ist ein weitgehend eiweißfreies Ultrafiltrat, das bei der Durchblutung der Nieren von den Nierenkörperchen gebildet wird und im Wesentlichen als noch unkonzentrierter Harn bezeichnet werden kann. Der Primärharn heißt auch Tubulusflüssigkeit. Primärharn und Sekundärharn wurden auch als provisorischer Harn und definitiver Harn bezeichnet.
Definitionsgemäß ist die Primärharnbildung identisch mit der glomerulären Filtrationsrate (GFR) und mit der renalen Clearance von Cystatin C.  Ein zu kleiner Primärharnfluss wird als filtrative Nierenschwäche bezeichnet. Eine schwere beiderseitige Niereninsuffizienz bezeichnet man als akutes Nierenversagen beziehungsweise chronisches Nierenversagen. Eine Niereninsuffizienz kann verschiedene Ursachen haben. Eine Nierenkrankheit (oder eine Erkrankung der ableitenden Harnwege) kann zur Niereninsuffizienz führen.
Dieser Vorgang wurde erstmals 1842 von Carl Ludwig (1816–1895) in seiner Habilitationsschrift De viribus physicis secretionem urinae adjuvantibus („Beiträge zur Lehre vom Mechanismus der Harnabsonderung“) beschrieben.
Etwa 300-mal pro Tag durchströmt die gesamte Blutmenge eines Menschen seine beiden Nieren, insgesamt also ca. 1500 Liter beim Erwachsenen. Als renaler Blutfluss wird die Menge an Blut bezeichnet, die pro Minute durch die Nieren fließt, als renaler Plasmafluss die Menge des die Nieren pro Minute durchströmenden Blutplasmas. Der renale Plasmafluss ist das Produkt aus renalem Blutfluss und (1 − Hämatokrit). Vom renalen Plasmafluss wird etwa ein gutes Fünftel in den Podozyten der Glomerula filtriert. Die Filtrationsfraktion wird berechnet, indem die glomeruläre Filtrationsrate (GFR) durch den renalen Plasmafluss dividiert wird.
Im Ergebnis beträgt die GFR einer jeden einzelnen Niere etwa ein Prozent des Herzzeitvolumens (HZV); nur bei parenchymalen Nierenkrankheiten sinkt dieser Prozentsatz. Aber auch bei Vorliegen einer Nephropathie sind GFR und HZV in etwa proportional. Ein Proportionalitätsfaktor GFR/HZV<0,02 beweist also gewissermaßen das Vorliegen einer tatsächlichen Nierenkrankheit. Umgekehrt weist ein Quotient GFR/HZV≈0,02 bei einer Niereninsuffizienz auf die Nierengesundheit hin; der Patient hat ein extrarenales Nierensyndrom.
Täglich werden etwa 180 Liter Primärharn gebildet. Das entspricht einer GFR = 125 ml/min. Die Zusammensetzung des Primärharns entspricht mit Ausnahme der Makromoleküle, die ab einer Molekülmasse von 6–15 Kilodalton (kDa) teilweise und ab einer Molekülmasse von ca. 80 kDa normalerweise zurückgehalten werden, der des Blutplasmas.
Auf dem Weg durch die Nierenkanälchen wird aus dem Primärharn durch Resorptions- und Sekretionsvorgänge der Sekundärharn (Urin, Harn, Endharn) gebildet. Nur noch etwa ein Prozent des Primärharns, also bei Erwachsenen täglich etwa anderthalb Liter, gelangt als Sekundärharn in die Harnblase und wird als Urin ausgeschieden. Die tubuläre Rückresorptionsquote beträgt also im Normalfall etwa 99 %; bei der Anurie erreicht sie nahezu 100 %. Diuretika verkleinern die Rückresorption und vergrößern das Sekundärharnvolumen.